# Хомосексуалност и психология
Психологията е една от първите дисциплини, подложили на изследване хомосексуалността като самостоятелен феномен. Преди и през по-голямата част от 20 век стандартната психология гледа на хомосексуалността през патологичния модел на психично разстройство. Тази класификация става обект на критична проверка от изследванията, които последователно се провалят в опита си да произведат каквато и да е емпирична или научна основа, за определянето на хомосексуалността като разстройство или абнормалност. В резултат на сливащите се доказателства от емпирични изследвания, професионалистите в областта на медицината, психичното здраве и поведенческите и социалните науки, които са в опозиция на възгледа, че хомосексуалността е психично разстройство, стигат до извода, че патологичният модел е неточен и присъствието на хомосексуалността в психиатричната номенклатура (системите за класификация на психични разстройства) отразява неизпитани предположения, основаващи се на преобладаващите социални норми и впечатления от клиничния опит на специалистите с непредставителни извадки, съставени от пациенти, потърсили терапевтична помощ, както и индивиди, чието поведение ги е направило обекти на правосъдната система.
От 70-те години на 20 век консенсусът в поведенческите и социалните науки, както и сред здравните специалисти, се измества към позицията, че хомосексуалността е нормален вариант на човешката сексуална ориентация. В същото време отделни учени продължават да поддържат патологичния модел. През 1973 г. Американската психиатрична асоциация взема решение да премахне хомосексуалността от своя Диагностичен и статистически наръчник на психичните разстройства (ДСН). Това решение е последвано и от Световната здравна организация (СЗО) на 17 май 1990 г., когато хомосексуалността е извадена от следващата, десета ревизия на Международната класификация на болестите (МКБ-10). През 2001 г. Китайското психиатрично дружество премахва хомосексуалността от Китайската класификация на психичните разстройства (ККПР).
От депатологизирането на хомосексуалността до днес специалистите по психично здраве отчитат, че продължаващите предразсъдъци спрямо хомосексуалността в обществото често пъти са източник на значителен стрес за гей мъжете и жените, което понякога води до сериозен психологически дистрес и маладаптивни поведения. Поради това много психолози, психиатри и други специалисти днес работят по заличаване на стигмата, която исторически е асоциирана с хомосексуалността.
Макар отделни учени все още да поддържат патологичния модел, съвременната изследователска и клинична литература преобладаващо демонстрира, че еднополовите еротични и романтични влечения, чувства и поведения са нормални и позитивни вариации на човешката сексуалност, което е отразено и признато в официални позиции на всички най-големи национални сдружения на специалисти в областта на психологията, психичното здраве и здравеопазването.
Въпреки съществуването на малцинство учени, които поддържат патологичния модел и твърдят, че хомосексуалността може успешно да се променя към хетеросексуалност чрез репаративна терапия, всички официални национални сдружения на специалисти в областта на психичното здраве предупреждават, че няма научно валидни доказателства в полза на тези твърдения, както и че тези „лечения“ могат да бъдат вредни за клиента и са спорни от етична гледна точка.

## История
Психологията е една от първите дисциплини, подложили на изследване хомосексуалността като самостоятелен феномен. Тя е разглеждана още в края на 19 век, когато възниква идеята за „третия пол“ или сексуалност, базирана на хермафродитизъм в психологически план. Заедно с това хомосексуалността е разглеждана като поведение, различно от нормата, макар и не точно с патологичен произход. В действителност, на хомосексуалните актове се е гледало като на криминални такива, и те са били обект на закона, като например в Англия, в края на 19 век мъжката хомосексуалност е била криминализирана, докато женската не.
През годините позицията на Американската психиатрична асоциация по въпроса за мястото на хомосексуалната ориентация в ДСН малко по малко се променя. В DSM-I хомосексуалността е определена като ориентация на психопатична личност. Във Втората ревизия на ръководството от 1968 тя е описана като сексуална девиация, а през 1974 г. като смущението на сексуалната ориентация. В третата ревизия на ДСН е въведена категорията его-дистонна хомосексуалност, докато в частичната ревизия ДСН-III-ТР е изцяло премахната като нозологична единица. Съветът на представителите на Американската асоциация по психология приветства това решение с официална позиция, публикувана в новинарския им бюлетин на 24 януари 1975 г.

### Ранни психологически и сексологични теории
Първите медицински описания на хомосексуалността датират от 19 век и са дело на медици с интерес към психичните заболявания от Германия, Франция, Италия и Русия. Сред тях са Карл Вестфал и Алберт Мол. Те отхвърлят всяка концепция за „нормална хомосексуалност“. Източници за тези първи научни доклади са най-вече клинични пациенти и информация от полицията.
Още с появата на първите изследвания върху хомосексуалността се оформят две полярни мнения – това на патологичния модел, и това на нормалната и естествена сексуалност.

#### Крафт-Ебинг и Мол
Мнозинството от първите изследователи на сексуалността очаквано оформят един девиантен, патологичен неин модел.
Рихард Фрайер фон Крафт-Ебинг е австро-германски психиатър, добил широка популярност с монументалния си трактат върху секса Psychopathia Sexualis (1886). В този свой труд той за първи път поставя под съмнение мирогледа, че хомосексуалността е грях или криминално деяние и вместо това я определя като болест. Първото издание на книгата му описва 45 индивидуални случая на това, за което той използва термина „противопоказен сексуален инстинкт“ (случаи на мъжка и женска хомосексуалност и транссексуалност). Книгата му постига огромен успех сред лаиците, макар да е предназначена за съдебно-криминологични цели. В книгата си Крафт-Ебинг развива теория за етиологията на хомосексуалността – тя, според него, е „функционален белег на дегенерация“, „неврастения“ и „невропатия“. Изказва се заключението, че хомосексуалните са конституционално низшестоящи. Той предупреждава още за случаи на „придобит неестествен сексуален инстинкт“, като един от начините за това е мастурбацията. При все това Крафт-Ебинг е убеден в конституционалния характер на етиологията на хомосексуалността. Въз основа на контактите си хомосексуални пациенти, повечето от които демонстрират сериозни психични разстройства, Крафт-Ебинг охарактеризира сексуалната активност на хомосексуалните като по-наситена, появяваща се „неестествено рано [...] и с неестествена интензивност“; а любовта им като „преувеличена и превъзнасяна“, както и че са предразположени към невроза и „неврастения“, а също и лудост. Така той полага „научните“ основи на стереотипите за хомосексуалните хора, които се запазват почти цял век по-късно: че хомосексуалните хора са сексуално свръхактивни, но повърхностни астеници, неспособни да поддържат зрели връзки и предразположени към психични заболявания.
През 1891 г. психиатърът Албърт Мол пише свой труд посветен изцяло на хомосексуалността – Die Conträre Sexualempfindung. Той отхвърля мастурбацията като възможна етиология на хомосексуалността и омаловажава дегенеративната теория и „невропатологичната обремененост“ като причинни фактори за хомосексуалността. Търсещ убедителни научни доказателства за етиологията на хомосексуалността обаче трудът на Мол не се радва на толкова популярност, колкото изпълнения със стигматизираща лексика труд на Крафт-Ебинг.

#### Хенри Хейвлък Елис
Хенри Хейвлък Елис е британски лекар, чиято съпруга, Едит, е открита лесбийка. Капиталният труд на Елис, правещ го важна фигура в историята на психологията и сексологията на хомосексуалността, е седемтомната поредица „Изследвания върху психологията на секса“ (Studies in the psychology of sex 1897 – 1928). Заедно със съвременниците си Зигмунд Фройд и Магнус Хиршвелд, Елис прави първи сериозни стъпки към задълбоченото изследване на този въпрос. Върху хомосексуалността той пише цял том, озаглавен „Сексуалната инверсия“ (Sexual inversion). В него той представя тази сексуална ориентация като биологична аномалия, сравнима с далтонизма. Елис много по-успешно от Мол успява да котира идеята, че хомосексуалността не е продукт на избор и следователно не може да се определи като криминална или греховна. Принос работата му има и към отделното категоризиране на хомосексуалността и транссексуалността, която нарича „еонизъм“. Елис също като Крафт-Ебинг описва случаи, но в далеч не девиантна и перверзна светлина, като представя хомосексуалните партньори в обикновени любовни случки, неотличаващи се от тези на останалите. Подобно на Мол отхвърля дегенеративната теория като легитимно обяснение за каквото и да е, както и хипотезата за ролята на мастурбацията. Изказва мнението, че „тази наклонност [започва] преди пубертета [...] най-често между 7- и 9-годишна възраст“. Поставя под въпрос, че хомосексуалността може да е по-скоро придобита, отколкото вродена. Според него благоприятстващите развитието фактори водят до „модификация на организма [така че] той да стане по-податлив и склонен от нормалния или обикновения организъм да изпитва сексуално привличане към същия пол“. Противопоставя се на опитите за „лечение“ на „сексуалната инверсия“, най-вече защото не вярва, че е възможно. Към твърденията за противното се отнася с дълбок скептицизъм.

#### Хиршфелд и Улрихс
Първото социално движение за правата на хомосексуалните в писаната история е научно в същността си. През 1897 г. в Германия лекарят Магнус Хиршфелд и открито хомосексуалният адвокат Карл-Хайнрих Улрихс основават Научния комитет по хуманитаристика и започват да издават първото периодично издание за хомосексуалността – „Годишник на граничното в сексуалността“ (Yearbook for Intermediate Sexual Types), както и много брошури и филми. През 1903 г. те провеждат и първото демографско изследване върху хомосексуалността и установяват, че разпространението ѝ сред изследваните лица е 2,2%. През 1919 г. Хиршфелд основава и първия частен научен институт в Берлин – Института за сексуална наука (Institut für Sexualwissenschaft), унищожен през 1933 г. от нацисткия режим. Под надзора на Хиршфелд през 20-те и 30-те години на 20 век се извършват първите опити за операции за смяна на пола.
Хиршфелд и Улрихс имат огромен принос респективно в ранните практически научни и в ранните теоретични разработки върху хомосексуалността и транссексуалността. Двамата оформят теория за съществуването на трети, междинен пол между мъжкия и женския. Улрихс създава своя терминология, която така и не се налага. Урнинги той нарича хората с мъжки тела с „женска душа“, желаеща мъже, а урнингини или ураниди – хората с женски тела, желаещи жени. Това, което днес наричаме хетеросексуални, Улрихс назовава дионинги или диониди. Негов принос за науката – макар да не е учен – ще остане идеята за половата инверсия на хомосексуалните индивиди – идеята, че влеченията им са продукт на слаба идентификация с пола на телата им.
Хиршфелд споделя този възглед на Улрихс, като и двамата вярват, че това състояние е вродено е непроменяемо. По времето когато Фройд развива своята теория, Хиршфелд изказва хипотезата за съществуването на два нервни центъра в мозъка, отговорни за привличането към мъже и жени. В синхрон с възгледите на Улрихс, той предполага, че в ембрионалното си развитие всички хора притежават и двата центъра, но впоследствие единият от тях се разраства и започва да доминира над другия, който регресира. Така според него се формира влечението към мъже и жени. Още повече – той вярвал, че половите хормони (разглеждани по онова време в много рудиментарен вид) и генетични предразположения оформят процеса на развитие на влеченията. По същото време Фройд отчита тези възгледи, но отдава по-голяма роля на „психическия генезис“:
Хомосексуалните мъже, които в наши дни предприеха енергични действия срещу законовото ограничаване на техните сексуални прояви, обичат да се представят чрез своите говорители теоретици като една поначало обособена полова разновидност, като сексуално междинно стъпало, като „трети пол“. Били такива мъже, на които определени органични условия са наложили още от зародиш да изпитват онази наслада от мъжа, която им е отказана при жените. Колкото бихме желали от хуманни съображения да се подпишем под техните искания, толкова резервирани трябва да бъдем към теориите им, изградени без да държат сметка за психическия генезис на хомосексуалността.

### Ранна психоанализа
Ранната психоанализа е силно обвързана с личността и теориите на Зигмунд Фройд, чиито изследователски методи са напълно непредставителни за начина, по който съвременните психолози провеждат изследванията си (напр. контролирани експерименти). Теориите му представляват сложни теоретични структури, които не гарантират, че почиват на база данни от надеждни, повтаряеми поведенчески взаиомоотношения. При все това ранната психоаналитична теория има догматичен характер.
В тази атмосфера психоаналитиците развиват и поддържат един абнормален модел на хомосексуалността. Тази класификация отразява повече ценностни допускания на определени школи в психоанализата, отколкото емпирични данни, добити по научен метод от неклинични популации пациенти.

#### Зигмунд Фройд
Според Зигмунд Фройд има биографична обусловеност при хомосексуалността, макар да не се изключва и конституционналния характер на ориентацията като при това той поставя ударение върху мъжката хомосексуалност. Според него хомосексуалните не са имали възможност за мъжка идентификация в детството си. Самият той предпочита термина инвертирани и съответно процеса инверсия. Фройд подразделя поведението на хомосексуалните на три основни разновидности:
- Абсолютно инвертирани – Предпочитат само и единствено своя пол, а противоположния предизвиква у тях сексуално отвращение и хлад.
- Двойно инвертирани (или бисексуални) – Проявяват привличане и към двата пола.
- Случайно инвертирани – Поради известни външни условия, от които най-голям процент заема недостъпността на нормален сексуален обект и подражанието и за това избират обект от своя пол.[27] По-късно той добавя, че хомосексуалността се дължи на изключително интензивно фиксиране върху майката след, което последва идентификация с нея.[28]. По-късно през 1915 г. в добавка към книгата си относно сексуалността Фройд пише: „При инверсионният тип може без изключение да се потвърди преобладаването на архаични конституции и на примитивни психични механизми“.[29]

#### Карл Густав Юнг
Идеята на Карл Юнг за хомосексуалността в системата на неговата аналитична психология обикновено се характеризира с идентификация с анимата.

Той отбелязва потенциалните невротични последствия от хомосексуалностт, свързани с майчиния комплекс: 
| „ | Последствията от майчиния комплекс се различават в зависимост от това дали той се проявява при син, или дъщеря. Типичните ефекти при сина са хомосексуалност и донжуанство, а понякога и импотентност. При хомосексуалността цялата хетеросексуалност на сина е свързана с майката в една несъзнавана форма. | “ |

В същото време той не смята хомосексуалността за болест:
| „ | Предвид зачестяването на този феномен, обяснението му като палотологична перверзия е много съмнително. Психологически данни показват, че по-скоро става дума за непълно отделяне от хермафродитния тип с подчертана съпротива срещу идентификация с ролята на еднополово човешко същество. Такова предразположение не трябва да се приема за негативно във всички обстоятелства, защото то запазва архетипа на първичния човек, който еднополовият човек отчасти е изгубил. | “ |

#### Други психоаналитици
Вилхелм Щекел също пише по въпроса за хомосексуалността, но за разлика от Фройд не признава обичайните теории за конституционалния характер на ориентацията. Щекел смята, че хомосексуалността е невроза и се корени в миналото на хората с този тип ориентация и като причина дава омраза към майката, която може да бъде скрита под интензивна привързаност към нея. Той открива, че много от хомосексуалните са отглеждани, възпитавани и наказвани само от жени, при което развиват дълбок страх от тях.. И по-нататък Щекел смята, че зад страха от жената се крие един по-общ страх от живота. Карл Абрахам смята, че женския кастрационен комплекс може да доведе до хомосексуалност сред жените като подчертава, че такива жени биха били в мъжката роля в отношенията си. Шандор Ференци въвежда понятията „активна“ и „пасивна“ хомоеротика. Според него пасивният хомосексуален се чувства като жена и търси зрели и силни мъже, а активният се чувства като мъж и търси младежи с женствени черти. Според него пасивните хомосексуални в повечето случаи са натрапливи невротици, което идва от това, че тяхната способност за отдаване е била нарушена при предходна фаза на развитието им. Той нарича пасивните хомосексуални „субектни хомоеротици“, а активните „обектни хомоеротици“. Хелене Дойч поставя главно ударение върху женската хомосексуалност. Според нея връзката както при хомосексуалните мъже, така и при жените имитира връзката мъж-жена, а също така и отношенията майка-дете, при които има симбиоза, която се появява и в отношенията между хомосексуалните жени. Според нея причините не се крият само в един лош баща, но и в провал в отношенията с майката, при което момичето остава с един „копнеж по нея“, който се удовлетворява във връзка с друга жена. Медард Бос, битиен аналитик, причислява хомосексуалността към перверзиите и смята, че те (перверзиите) са изява на „страхово-мрачно-отчаяно битие-в.света, на което поради биографични мотиви, е отказан опитът от сливането с половия партньор“.

### Неофройдистите и репаративната терапия
Адам Лиментани подкрепя репаративната терапия. В своята статия "The Differential Diagnosis of Homosexuality" описва три групи хомосексуални. В първата група влизат такива, които са с латентна хетеросексуалност и често проявяват тревожност или са с хистерични и обсесивни личностни черти. Според него те биха реагирали добре на една психотерапия. Във втората група се включват истински хомосексуалисти. В тази група влизат хора, за които хомосексуалността е защитен механизъм против психотична тревожност и отделяне. Тук се включват хора с нарцистични разстройства, такива, за които хомосексуалността е защита от сериозна депресия, параноидна тревожност и сходни състояния. Тази група рядко отговаря на психотерапия. Последната група влизат бисексуалните. Все пак Лиментани твърди, че трябва да се подхожда внимателно при диагностицирането и преди да се прави някакъв опит за промяна на хомосексуалната ориентация.
Чарлс Сокаридис вижда хомосексуалността като „предедипова фиксация, включваща интензивен симбиотен съюз с майката“.

### Съвременна психоанализа
Съвременната западна психология подлага методите и теориите на класическата психоанализа на ревизия и критика. Съвременни психоаналитици, като Ричард Исай, не само изоставят патологичната лексика на предшествениците си, но и преосмислят някои от теоретичните им построения.

### На български
- Дрешер, Дж. (2000). Психоанализа и хомосексуалност в постмодерното хилядолетие. Онлайн публикация в Psychomedia.it (превод на български).
- Мондаймър, Ф.М. (2002). Истината за хомосексуалността. София: Изд. Планета-3. ISBN 954-9926-78-8
- Ратнер, Й. (2005). Психоанализа. Класиците. София: ИК Кибеа. ISBN 954-474-399-5
- Станович, К. (2010). Нека мислим правилно за психологията. София: Изд. Изток-Запад. ISBN 954-321-715-7
- Фройд, З. (1991а). Един спомен от детинство на Леонардо Архив на оригинала от 2010-04-29 в Wayback Machine.. София: Български художник.
- Фройд, З. (1991б). Психология на сексуалността. София: Изд. Христо Ботев.
- Шарп, Д. (2006). К. Г. Юнг лексикон: Термини и понятия по аналитична психология. Плевен: Lege Artis. ISBN 954-9933-64-4
- Юнг, К. Избрано. Том 2. Плевен: Изд. Евразия-Абагар. ISBN 954-450-005-7

### На английски
- APA et al. (2008). Amici Curiae in support of the parties challenging the marriage exclusion, and Amici Curiae of the American Psychological Association, California Psychological Association, American Psychiatric Association, National Association of Social Workers, and National Association of Social Workers, California Chapter in support of the parties challenging the marriage exclusion. [Supreme Court of California/brief filed 9/07].
- APA Task Force on Appropriate Therapeutic Responses to Sexual Orientation. (2009). Report of the Task Force on Appropriate Therapeutic Responses to Sexual Orientation. Washington, DC: American Psychological Association.
- Bayer, R. (1987). Homosexuality and American Psychiatry: The Politics of Diagnosis. Princeton: Princeton University Press. ISBN 0-691-02837-0
- Clarke, V., Ellis, S.J., Peel, E., & Riggs, D.W. (2010). Lesbian, Gay, Bisexual, Trans and Queer Psychology. An Introduction. New York: Cambridge University Press. ISBN 978-0-521-87666-7
- Drescher, J. (2010). Queer Diagnoses: Parallels and Contrasts in the History of Homosexuality, Gender Variance, and the Diagnostic and Statistical Manual. Archives of Sexual Behavior, 39(2), pp. 427–460. DOI:10.1007/s10508-009-9531-5
- Herek, G.M. (2004). Homosexuality. В W.E. Craighead & C.B. Nemeroff (Eds.), The Concise Corsini Encyclopedia of Psychology and Behavioral Science, 3rd. ed. (pp. 428-430). Hoboken: John Wiley & Sons, Inc. ISBN 0-471-22036-1
- LeVay, S., Valente, S.M. (2003). Human Sexuality. Sunderland: Sinauer Associates, Inc. ISBN 0-87893-454-5
- Limentani, A. (1977). The differential diagnosis of homosexuality. British Journal of Medical Psychology, 50:3, pp. 209–216. DOI:10.1111/j.2044-8341.1977.tb02416.x
- Mitchell, S.A. (2002). The Psychoanalytic Treatment of Homosexuality. Some Technical Considerations. Studies in Gender and Sexuality, 3:1, 23-59. DOI:10.1080/15240650309349187
- Smith, J. (1985). Treatment of Ego-Dystonic Homosexuality. Journal of The American Academy of Psychoanalysis and Dynamic Psychiatry, 13:399-412.

### На български
- Хомосексуалност от Енциклопедия по психология в 8 тома, издание на Американската психологична асоциация и Oxford University Press.

### На английски
Американска асоциация по психология
- ((en)) Answers to Your Questions About Sexual Orientation and Homosexuality
- ((en)) Lesbian, Gay, Bisexual and Transgender Concerns Office Homepage в APA.org
- ((en)) A Selected Bibliography of Lesbian, Gay, and Bisexual Concerns in Psychology
- ((en)) Guidelines for Psychotherapy with Lesbian, Gay, & Bisexual Clients
- ((en)) Avoiding Heterosexual Bias in Psychological Research
- ((en)) Being Gay Is Just as Healthy as Being Straight
- ((en)) Resolution on Sexual Orientation and Marriage
- ((en)) Resolution on Sexual Orientation, Parents, and Children

Американска академия по педиатрия
- ((en)) Sexual Orientation and Adolescents

Американска национална асоциация по психично здраве
- ((en)) Factsheet: Bullying and Gay Youth Архив на оригинала от 2013-08-21 в Wayback Machine.
- ((en)) What Does Gay Mean? How to Talk with Kids about Sexual Orientation and Prejudice Архив на оригинала от 2008-01-16 в Wayback Machine.